# Rue Madeleine
La rue Madeleine est une voie publique de la commune française de Grenoble. Elle est située dans le quartier Notre-Dame

## Situation et accès

### Situation
Située dans un des quartiers les plus anciens de la ville, réaménagé en zone piétonne, cette rue permet de rejoindre la place de Bérulle et les quais de l'Isère depuis le centre ville.
Cette très courte voie, devenue piétonne dans les années 2010, commence au carrefour de la rue de Lionne et de la rue Cujas et se termine sur la place de Bérulle, au niveau du no 5 de cette rue.

### Accès

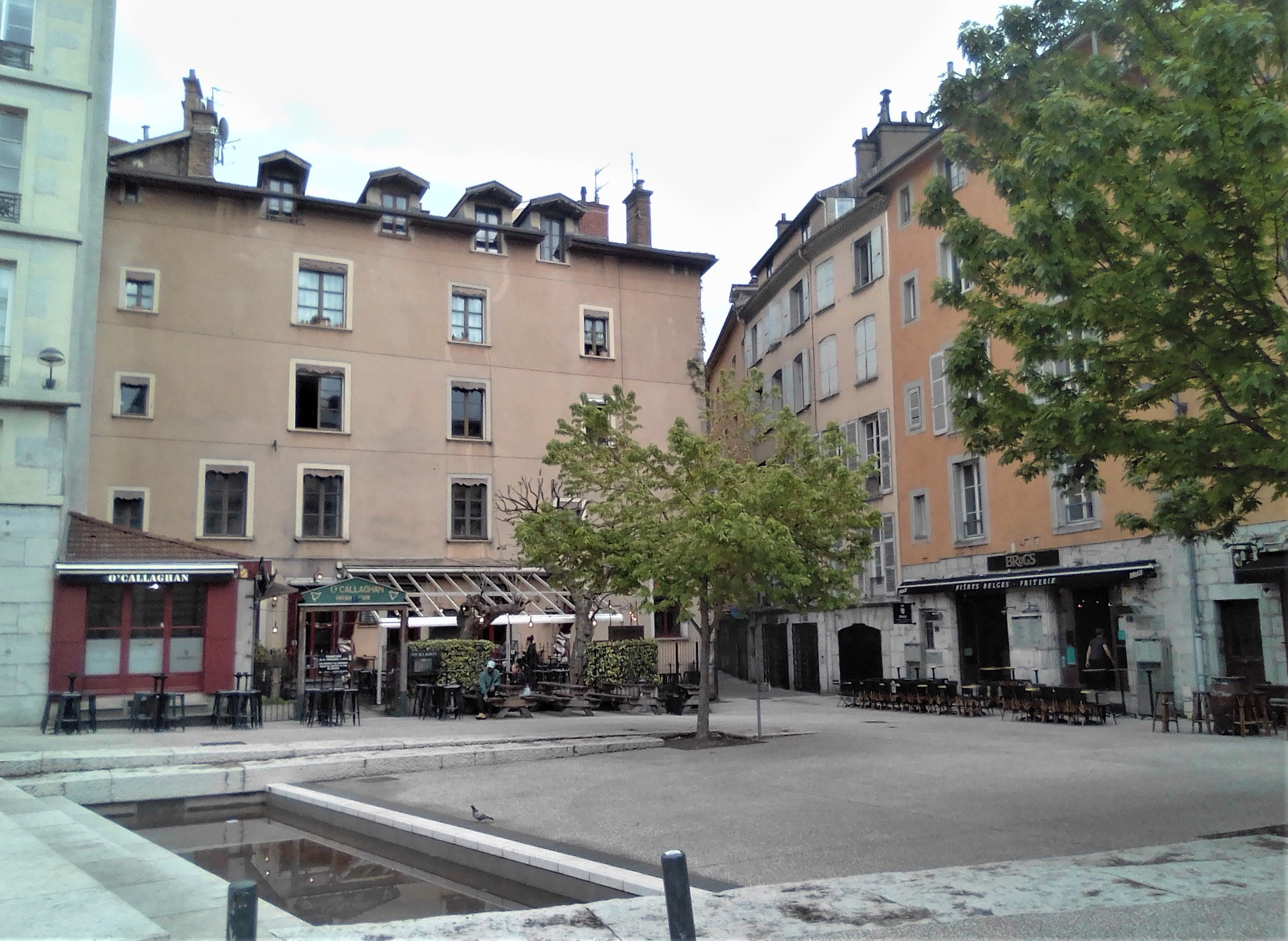
Place de Bérulle et la rue Madeleine (au fond)

La rue, comprise dans la zone piétonne de la ville, non loin la principale zone commerciale, est accessible aux passants depuis n'importe quel point de ce quartier et du quartier Saint-Laurent, situé de l'autre côté de l'Isère.
La rue Madeleine est principalement desservie par les lignes A, B  et D du réseau de tramway du réseau de tramway de l'agglomération grenobloise. La station la plus proche (située à environ deux cents mètres) se dénomme Notre-Dame - Musée de Grenoble.

## Origine du nom
Le nom de cette voie évoque l'hospice médiéval de la Magdeleine, situé autrefois à l'emplacement de cette petite rue et qui fut dédié à Marie Madeleine ou Marie de Magdala, personnage du Nouveau Testament.

## Historique

### L'hôpital de la Madeleine
Cette voie, très courte (moins de cent mètres de longueur), est la continuation de la rue Chenoise. Elle portait autrefois le nom de rue Magdeleine en souvenir du plus ancien établissement hospitalier fondé au XIe siècle, dans un immeuble de cette rue, par l'Evêque Saint-Hugues. L'hôpital de la Magdeleine, fut ensuite désaffecté, puis cédé aux Cordeliers qui y transférèrent leur couvent en 1592. Il a été démoli sous la Révolution et l'emplacement qu'il occupait a reçu le nom de place des Cordeliers.

### Le port de la Madeleine
Au début de la période médiévale Grenoble, agglomération resserrée près de l'Isère comptait plusieurs ports fluviaux  dont le « Port de la Madeleine » en raison de sa proximité avec l'hôpital du même nom. Il occupait occupait la place des Cordeliers, aujourd'hui place Bérulle à l'entrée de la rue. Le port fut ensuite comblé, mais on peut encore voir, sur le coin de l'immeuble ancien situé à l'angle de la place de Bérulle et de la rue Madeleine, presque au niveau du sol, de profonds sillons dans la pierre résultant du frottement des cordages et des chaînes d'amarrage des bateaux,.